# Campeonato Italiano de Rugby 1935-36
El Campeonato de Rugby de Italia de 1935-36 fue la octava edición de la primera división del rugby de Italia.

## Sistema de disputa
Cada equipo enfrenta a los equipos restantes de su grupo en partidos de local y de visita.
- Los dos mejores equipos de cada grupo clasifican a la fase final del torneo, en donde se disputará una fase de eliminación directa comenzando en los cuartos de final.

## Clasificación

### Grupo A
Tabla de posiciones:
| Pos. | Equipo           | Encuentros | Encuentros | Encuentros | Encuentros | Tantos | Tantos | Tantos | Puntos |
| Pos. | Equipo           | PJ         | PG         | PE         | PP         | F      | C      | Dif    | Puntos |
| ---- | ---------------- | ---------- | ---------- | ---------- | ---------- | ------ | ------ | ------ | ------ |
| 1.º  | Amatori Milano   | 4          | 4          | 0          | 0          | 62     | 6      | +56    | 8      |
| 2.º  | ASD Rugby Torino | 4          | 1          | 1          | 2          | 9      | 36     | -27    | 3      |
| 3.º  | GUF Genova       | 4          | 0          | 1          | 3          | 6      | 35     | -29    | 1      |

|  | Clasificado a la fase final. |

### Grupo B
| Pos. | Equipo         | Encuentros | Encuentros | Encuentros | Encuentros | Tantos | Tantos | Tantos | Puntos |
| Pos. | Equipo         | PJ         | PG         | PE         | PP         | F      | C      | Dif    | Puntos |
| ---- | -------------- | ---------- | ---------- | ---------- | ---------- | ------ | ------ | ------ | ------ |
| 1.º  | GUF Torino     | 6          | 5          | 1          | 0          | 120    | 18     | +102   | 11     |
| 2.º  | Bersaglieri MI | 6          | 4          | 1          | 1          | 48     | 5      | +43    | 9      |
| 3.º  | GUF Parma      | 6          | 1          | 1          | 4          | 19     | 71     | -52    | 3      |
| 4.º  | GUF Milano     | 6          | 0          | 1          | 5          | 9      | 63     | -54    | 1      |

### Grupo C
| Pos. | Equipo         | Encuentros | Encuentros | Encuentros | Encuentros | Tantos | Tantos | Tantos | Puntos |
| Pos. | Equipo         | PJ         | PG         | PE         | PP         | F      | C      | Dif    | Puntos |
| ---- | -------------- | ---------- | ---------- | ---------- | ---------- | ------ | ------ | ------ | ------ |
| 1.º  | Bologna Rugby  | 6          | 5          | 1          | 0          | 35     | 0      | +35    | 11     |
| 2.º  | Bologna Rugby  | 6          | 3          | 1          | 2          | 29     | 12     | +17    | 7      |
| 3.º  | Bersaglieri BO | 6          | 2          | 0          | 4          | 14     | 35     | -21    | 4      |
| 4.º  | GUF Trieste    | 6          | 1          | 0          | 5          | 6      | 37     | -31    | 2      |

### Grupo D
| Pos. | Equipo     | Encuentros | Encuentros | Encuentros | Encuentros | Tantos | Tantos | Tantos | Puntos |
| Pos. | Equipo     | PJ         | PG         | PE         | PP         | F      | C      | Dif    | Puntos |
| ---- | ---------- | ---------- | ---------- | ---------- | ---------- | ------ | ------ | ------ | ------ |
| 1.º  | Rugby Roma | 4          | 4          | 0          | 0          | 113    | 0      | +113   | 8      |
| 2.º  | GUF Roma   | 4          | 1          | 1          | 2          | 12     | 49     | -37    | 3      |
| 3.º  | GUF Napoli | 4          | 0          | 1          | 3          | 6      | 82     | -76    | 1      |

## Fase Final

### Cuartos de final

#### Cuartos de final 1
| 1936 | Amatori Milano | 11 - 0 | Bersaglieri MI |  |  |

| 1936 | Bersaglieri MI | 0 - 8 | Amatori Milano |  |  |

#### Cuartos de final 2
| 1936 | Bologna Rugby | 21 - 9 | GUF Roma |  |  |

| 1936 | GUF Roma | 3 - 10 | Bologna Rugby |  |  |

#### Cuartos de final 3
| 1936 | GUF Torino | 14 - 0 | ASD Torino Rugby |  |  |

| 1936 | ASD Torino Rugby | 3 - 13 | GUF Torino |  |  |

#### Cuartos de final 4
| 1936 | GUF Padova | 0 - 0 | Rugby Roma |  |  |

| 1936 | Rugby Roma | 21 - 0 | GUF Padova |  |  |

### Semifinal

#### Semifinal 1
| 1936 | Amatori Milano | 24 - 3 | Bologna Rugby |  |  |

| 1936 | Bologna Rugby | 0 - 22 | Amatori Milano |  |  |

#### Semifinal 2
| 1936 | GUF Torino | 8 - 3 | Rugby Roma |  |  |

| 1936 | Rugby Roma | 6 - 3 | GUF Torino |  |  |

### Final
| 5 de abril de 1936 | GUF Torino | 3 - 11 | Amatori Milano |  |  |

| 13 de abril de 1936 | Amatori Milano | 9 - 0 | GUF Torino |  |  |

| Bandera de Italia      |
| Campeón Amatori Milano |
| Séptimo título         |